# Howard Barish
Howard Barish (* 1960 in Winnipeg, Manitoba) ist ein kanadischer Filmproduzent.

## Karriere
Barish wurde in Winnipeg geboren und machte seinen Abschluss an der York University in Toronto.
Howard Barisch arbeitete zu Beginn seiner Karriere im Bereich des Second Units. So war 1984 er als dritter Assistent des Regisseurs bei dem Film Der Zeuge der Nacht verantwortlich. In den Fernsehserien Erben des Fluchs und Nachtstreife wirkte er als erster Assistent des Regisseurs für mehrere Episoden mit. Seit 2002 ist Barish als Produzent, zuerst als Executive Producer später als Filmproduzent, im Filmgeschäft tätig.
Für seine Mitwirkung dem Dokumentarfilm Der 13. erhielt er einen Emmy (Beste Dokumentation) und einen BAFTA-Award als „Bester Dokumentarfilm“. Bei der Oscarverleihung 2017 erhielt Barisch mit Spencer Averick und Ava DuVernay in der Kategorie „Bester Dokumentarfilm“ ebenfalls eine Nominierung.

## Filmografie (Auswahl)
- 1984: Der Zeuge der Nacht (Bedroom Eyes)
- 1988: Erben des Fluchs (Friday the 13th: The Series, Fernsehserie, drei Episoden)
- 1988–1989: Nachtstreife (Night Heat, Fernsehserie, 23 Episoden)
- 2002: The Bail
- 2013: The Door (Kurzfilm)
- 2016: Der 13. (13th, Dokumentarfilm)